# Alessandra Pescosta
Alessandra Cristina Pescosta (Bolzano, 16 maggio 1973) è un'ex snowboarder italiana.

## Biografia
Nata a Bolzano nel 1973, debutta in Coppa del Mondo a 22 anni, il 18 gennaio 1996 a San Candido, nell'halfpipe, sua specialità insieme allo snowboard cross.
Nello stesso anno partecipa ai Mondiali di Lienz, in Austria, arrivando 8ª nell'halfpipe.
L'anno successivo arriva invece 25ª, sempre nell'halfpipe, alla competizione iridata di San Candido.
Il 2 marzo 1997 arriva per la prima volta sul podio in Coppa del Mondo, con un 2º posto nell'halfpipe in Valdaora.
A 24 anni partecipa ai Giochi olimpici di Nagano 1998, dove lo snowboard era presente per la prima volta, nell'halfpipe, terminando al 24º posto nel 1º turno di qualificazione, con 22.8 punti e al 20° nel 2º turno, con 18.9 punti, non riuscendo ad accedere alla finale a 8.
Nel 1999 prende parte ai Mondiali di Berchtesgaden, in Germania, arrivando 5ª nell'halfpipe.
2 anni dopo è invece 37ª, sempre nell'halfpipe, a Madonna di Campiglio.
A 28 anni prende parte alla sua seconda Olimpiade, quella di Salt Lake City 2002, chiudendo al 16º posto nell'halfpipe con il punteggio di 27.4.
Nel 2003 e 2005 partecipa di nuovo ai Mondiali, prima a Kreischberg, in Austria, e poi a Whistler, in Canada arrivando rispettivamente 12ª e 13ª nell'halfpipe.
Sempre nel 2005, a 31 anni, termina la carriera. Chiude con 4 podi in Coppa del Mondo, con 2 secondi posti nell'halfpipe e 2 terzi nello snowboard cross. Il miglior piazzamento in classifica generale di Coppa del Mondo è il 16° nel 2000.

## Palmarès

### Coppa del Mondo
- Miglior piazzamento nella Coppa del Mondo di snowboard: 16ª nel 2000.
- 4 podi:
  - 2 secondi posti
  - 2 terzi posti